# Bearnaisesauce
Bearnaisesauce (bearnaisesovs) er en let syrlig, fed sauce af smør, æggeblommer, skalotteløg, vineddike, estragonblade og evt. kørvel. Bearnaisesauce er en emulgeret sauce. Med æggeproteinerne som emulgator blandes vand og fedtstof til en relativ stabil sauce. Den klassificeres som hollandaise.
Saucen blev skabt den 24. august 1837 af Collinet, der var kok i restaurant Le Pavillon Henri IV i parisforstaden Saint-Germain-en-Laye. Det er kokkens hjemegen og Henri IVs kongedømme, Béarn i Pyrenæerne, der ligger til grund for sovsens navn. Restauranten eksisterer stadig og stiller en opskrift på bearnaisesauce til rådighed (se ).
Franske kokke bragte i 1800-tallet saucen til Danmark, hvor den blev serveret til "oksesteg og gemyse". Også senere er den et central element i retten bøf bearnaise, der er stegt bøf med bearnaisesauce og pomfritter.